# Rovato
Rovato là một đô thị thuộc tỉnh Brescia trong vùng Lombardia ở Ý. Đô thị này có diện tích 26kilômét vuông, dân số thời điểm ngày 31 tháng 12 năm 2004 là 15.604 người.
Đô thị này giáp với các đô thị sau: Berlingo, Castrezzato, Cazzago San Martino, Coccaglio, Erbusco, Travagliato, Trenzano.